# Francisco Antonio Andrés Sancho
Francisco Antonio Andrés Sancho (* Aras de los Olmos, 13 de abril de 1913 – Valencia, 24 de enero de 1985). Fue un ciclista español, profesional entre 1935 y 1947 cuyos mayores éxitos deportivos los obtuvo en la Vuelta ciclista a España, donde obtuvo 3 victorias de etapa, y en el Campeonato de España de ciclismo en ruta donde obtendría el triunfo en dos ocasiones.

## Palmarés
| 1939 - Campeón de España de ciclismo en ruta - Vuelta a Aragón, más 2 etapas 1940 - Trofeo Masferrer, más 1 etapa 1941 - 1 etapa de la Vuelta a España - Campeón de España de ciclismo en ruta - Volta a Cataluña 1942 - 1 etapa de la Vuelta a España - Subcampeón de España de ciclismo en ruta - 1 etapa de la Volta a Cataluña | 1943 - Vuelta a Levante - 1 etapa del Trofeo Masferrer 1944 - Trofeo Masferrer, más 1 etapa - Campeón de España por Regiones 1945 - Campeón de España por Regiones 1946 - 1 etapa de la Vuelta a España - Subcampeón de España de ciclismo en ruta |

## Resultados en Grandes Vueltas y Campeonato del Mundo
| Carrera         | 1932 | 1933 | 1934 | 1935 | 1936 | 1937 | 1938 | 1939 | 1940 | 1941 | 1942 | 1943 | 1944 | 1945 | 1946 | 1947 |
| --------------- | ---- | ---- | ---- | ---- | ---- | ---- | ---- | ---- | ---- | ---- | ---- | ---- | ---- | ---- | ---- | ---- |
| Giro de Italia  | -    | -    | -    | -    | -    | -    | -    | -    | -    | X    | X    | X    | X    | X    | -    | -    |
| Tour de Francia | -    | -    | -    | -    | -    | -    | -    | -    | X    | X    | X    | X    | X    | X    | X    | -    |
| Vuelta a España | X    | X    | X    | 18.º | Ab.  | X    | X    | X    | X    | 5º   | 3º   | X    | X    | 19.º | 7º   | -    |
| Mundial en Ruta | -    | -    | -    | -    | -    | -    | -    | X    | X    | X    | X    | X    | X    | X    | -    | -    |